# Cebu City

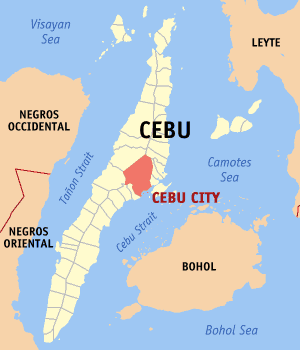
Cebu Citys läge i Cebuprovinsen.

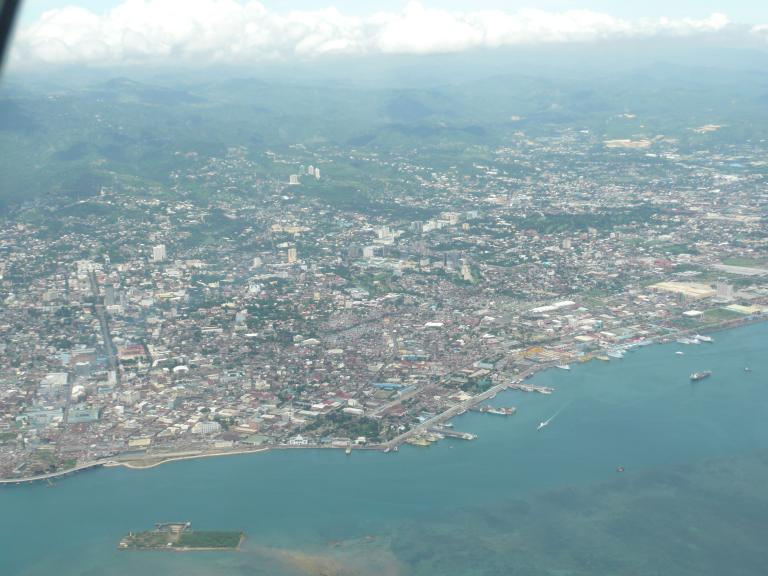
Cebu City från luften.

Cebu City är en stad i Filippinerna (10°17′N 123°54′Ö / 10.283°N 123.900°Ö). Den ligger mitt på östra kusten av ön Cebu, med förorter även på ön Mactan, och är administrativ huvudort för provinsen Cebu samt regionen Centrala Visayas. Staden hade 798 809 invånare vid folkräkningen 2007. Staden är indelad i 80 smådistrikt, barangayer, varav samtliga är klassificerade som urbana enheter. Cebu har Filippinernas näst största internationella flygplats, och är också en viktig hamn.
Cebu City är kärnan i storstadsområdet Metro Cebu, som är Filippinernas näst största och består av sju städer samt sex kommuner och hade 2 314 897 invånare år 2007.
Ferdinand Magellan, känd som den förste världsomseglaren, kom aldrig själv jorden runt, utan hans resa tog slut strax utanför dagens Cebu City, där han 1521 dödades på ön Mactan i strid med urinnevånare anförda av hövdingen Lapu-Lapu. Spanjorerna grundade 1565 sin första permanenta koloni på Filippinerna här.